# Игнатий (Лукович)
Епископ Игнатий (в миру Игорь Иванович Лукович; род. 28 марта 1970, Молодечно, БССР, СССР) — архиерей Белорусского экзархата, Русской Православной Церкви, епископ Полоцкий и Глубокский.
Тезоименитство — 30 апреля (13 мая) (память святителя Игнатия (Брянчанинова), епископа Кавказского).

## Биография
Родился 28 марта 1970 года в городе Молодечно Минской области. Крещён в мае 1970 года в Покровском храме города Молодечно.
В 1987 году окончил среднюю школу № 2 города Молодечно.
В 1987—1988 годах проходил обучение по специальности «радиомеханик» в Техническом училище № 87 города Молодечно. В 1988—1989 годах работал по специальности.
В 1989 года проходил срочную военную службу в рядах Советской армии и закончил Витебский учебный авиационный центр.
В 1989—1994 годах обучался в Минской духовной семинарии.
28 ноября 1990 года принят в число братии Успенского Жировичского мужского монастыря. 5 апреля 1993 года наместником обители архимандритом Гурием (Апалько) пострижен в монашество с именем Игнатий в честь святителя Игнатия (Брянчанинова).
27 апреля 1993 года за Литургией в Успенском соборе Жировичского монастыря Патриаршим экзархом всея Беларуси митрополитом Минским и Слуцким Филаретом рукоположен в сан иеродиакона.
В 1994—1995 годах обучался на заочном отделении Московской духовной академии, которую окончил со степенью кандидата богословия.
С 31 августа 1995 года по сентябрь 2003 года исполнял послушания преподавателя и помощника инспектора Минской духовной семинарии, преподавал историю Русской Церкви и литургику.
20 мая 1997 года за Литургией в Успенском соборе Жировичского монастыря митрополитом Минским Филаретом рукоположен в сан иеромонаха.
28 ноября 2002 года указом епископа Брестского и Кобринского Иоанна принят в клир Брестской епархии и назначен настоятелем прихода храма в честь Тихвинской иконы Божией Матери города Бреста с поручением построить храм. Строительство церкви было завершено в 2012 году; 9 июля 2012 года храм был освящён епископом Брестским Иоанном.
В 2003 году переехал на постоянное место жительства в город Брест.
С 15 сентября 2003 года — председатель паломнического отдела Брестской епархии.
8 апреля 2007 года, к празднику Святой Пасхи, возведен в сан игумена.

### Архиерейство
15 октября 2018 года решением Священного Синода (журнал № 78) избран викарием Минской епархии с титулом «Боровлянский».
16 октября 2018 года в домовом храме в честь Собора Белорусских святых при Минском епархиальном управлении Патриаршим экзархом всея Беларуси митрополитом Минским и Заславским Павлом возведен в сан архимандрита.
25 октября в Тронном зале кафедрального соборного Храма Христа Спасителя в Москве состоялось наречение во епископа Боровлянского.
28 октября 2018 года за Литургией в московском храме в честь иконы Божией Матери «Всех скорбящих Радость» на Большой Ордынке хиротонисан во епископа Боровлянского. Хиротонию совершили: Патриарх Московский и всея Руси Кирилл, митрополит Минский и Заславский Павел (Пономарёв), митрополит Волоколамский Иларион (Алфеев), архиепископ Солнечногорский Сергий (Чашин), епископ Слуцкий и Солигорский Антоний (Доронин).
30 августа 2019 года решением Священного Синода Русской православной церкви назначен епископом Полоцким и Глубокским.

## Награды
- Орден преподобного Серафима Саровского III степени (2020)[6].